# Palacio de los Muñices
El palacio de los Muñices es un antiguo edificio residencial situado en el municipio español de Córdoba, en la provincia homónima, comunidad autónoma de Andalucía. Actualmente el recinto acoge una parte de las instalaciones del Colegio de Educación Infantil y Primaria «San Lorenzo».
Se encuentra ubicado en el barrio de La Magdalena, en pleno Casco Histórico de Córdoba.

## Historia
En sus orígenes se trataba de una casa solariega levantada durante el siglo XVI. El conjunto fue sometido a una importante reforma arquitectónica en el siglo XVIII, producto de la cual es la fachada que ha llegado hasta nuestros días. Del antiguo palacio se conservan el patio de entrada, la escalera principal, las dependencias principales alrededor del segundo patio y los restos del jardín romántico.